# Ерофейково
Ерофейково (мар. Йоропин) — деревня в Новоторъяльском районе Республики Марий Эл. Входит в состав Чуксолинского сельского поселения.

## География
Находится в северо-восточной части республики Марий Эл на расстоянии приблизительно 7 км по прямой на север-северо-восток от районного центра посёлка Новый Торъял.

## История
Известна с 1877 года, когда здесь было 3 дома, крытых тёсом. В 1884 году починок Ерофейково входил в Кужнурскую волость, в нём насчитывалось 4 двора, 22 жителя. В 1939 году в деревне Ерофейково Йошкар-Памашского сельсовета числилось 45 жителей. В 1981 году здесь в 5 хозяйствах проживали 24 человека. В 1988 году в деревне числилось 17 жителей, 5 домов. В 2003 году насчитывалось 7 домов. В советское время работал колхоз «У корно» и совхоз «Немдинский».

## Население
Население составляло 20 человек (мари 100 %) в 2002 году, 22в 2010.